# Минк, Джессика
Джессика Минк (англ. Jessica Mink; имя при рождении Дуглас Джон Минк, англ. Douglas John Mink; род. 1951 год; Элджин, Кук, Иллинойс, США) — американская разработчица ПО из Гарвард-Смитсоновского центра астрофизики. Она была членом команды, которая обнаружила кольца Урана.

## Карьера
Минк родилась в Линкольне, штат Небраска, в 1951 году, а в 1969 году окончила школу. В 1973 году она получила степень бакалавра, а в 1974 степень магистра в Массачусетском технологическом институте. Джессика работала в Корнеллском университете с 1976 по 1979 годы разработчиком астрономического программного обеспечения. В этот период она была членом команды, которая обнаружила кольца вокруг Урана. В команде она отвечала за программное обеспечение по сокращению и анализу данных. После работы в Корнеллском университете она вернулась в Массачусетский технологический институт, где ее работа способствовала открытию колец Нептуна. Она написала ряд часто используемых программ для астрофизики, включая WCSTools и RVSAO.
Несмотря на отсутствие докторской степени, Минк является членом Американского астрономического общества и Международного астрономического союза.

## Личная жизнь
Минк является заядлым велосипедистом. Она работала директором Массачусетской велосипедной коалиции  и с 1991 года является планировщиком маршрутов для части штата Массачусетс на восточном побережье.
Минк — транссексуальная женщина, она публично сделала каминг-аут в 2011 году в возрасте 60 лет и с тех пор рассказывает о своем опыте перехода. Также её опыт был освещен в двух статьях об опыте трансгендерного перехода, совершаемого открыто для коллег. В 2015 году она была соорганизатором конференции «Инклюзивная Астрономия» (англ. Inclusive Astronomy) в Университете Вандербильта.
Минк в настоящее время живет в штате Массачусетс (США). У неё есть дочь Сара.